# Ángela Álvarez
Ángela Álvarez (Camagüey, 13 de junho de 1927 — Baton Rouge, 6 de dezembro de 2024) foi uma cantora cubana-estadunidense e a vencedora mais antiga do Grammy Latino de Melhor Artista Revelação. Ela dividiu o prêmio de 2022 com Silvana Estrada no 23º Grammy Latino Anual.

## Biografia
Nascida em Cuba, Álvarez deixou o país em 1959 para morar nos Estados Unidos, onde só gravou o primeiro disco com seu nome em 2021. O álbum, disponível em plataformas de streaming, traz 15 composições próprias, sendo lançado de forma independente (via Nana Album LLC) em junho de 2021.

## Morte
Álvarez morreu no dia 6 de dezembro de 2024, aos 97 anos.

## Discografia
- 2021, Ángela Álvarez